# قطب أباد (غهرة)
قطب أباد (بالفارسية: قطب‌آباد کهره) هي قرية تقع في إيران في قسم غهرة الريفي. يقدر عدد سكانها بـ 694 نسمة .